# مولکس
مولکس (به انگلیسی: Molex) شرکت قطعات الکترونیکی آمریکایی است، که در زمینه تولید کلیدهای مدار، کانکتورهای الکتریکی، فیبر نوری، مدارهای مجتمع و کانکتورهای سوئیچ شبکه فعالیت می‌کند.
شرکت مولکس در سال ۱۹۳۸ راه‌اندازی شد. این شرکت در سال ۲۰۱۳ به ارزش ۷٫۲ میلیارد دلار، توسط شرکت صنایع کوک خریداری شد و هم‌اکنون شرکت تابعه گروه صنایع کوک می‌باشد.
دفتر مرکزی این شرکت در شهر دوپیج، ایلینوی قرار دارد و بخشی از سهام آن در بازار بورس نزدک معامله می‌شود.